# Chuyên viên
Chuyên viên là một người được trả tiền, thuê, mướn, tuyển dụng để thực hiện một công việc, nhiệm vụ theo chuyên ngành.

## Thuật ngữ
Thuật ngữ này được sử dụng trong các ngành nghề truyền thống như bác sĩ, kỹ sư, luật sư, kiến trúc sư và hạ sĩ quan quân đội. Ngày nay, thuật ngữ này còn được áp dụng cho cả các công việc, lĩnh vực như y tá, kế toán, giáo dục, nhà khoa học, chuyên gia công nghệ, các nhân viên xã hội, các nghệ sĩ, chuyên gia thông tin, thủ thư và nhiều ngành nghề hơn nữa. Nhiều công ty sử dụng chức danh chuyên viên để ngụ ý chất lượng tay nghề hay dịch vụ của đội ngũ này.
Trong tiếng Anh, thuật ngữ này (Professional) cũng được sử dụng trong thể thao để phân biệt các cầu thủ nghiệp dư với những cầu thủ bóng đá chuyên nghiệp và vận động viên golf chuyên nghiệp. Trong tiếng Việt, chuyên viên có thể dùng để chỉ về một ngạch công chức trong bộ máy nhà nước. Trong một số nền văn hóa, thuật ngữ này được sử dụng để mô tả một tầng lớp xã hội đặc biệt với đặc trưng là được giáo dục tốt, đào tạo bài bản, chính quy, và chỉ những người lao động làm công ăn lương mà có khả năng độc lập, tự chủ trong công việc hay tham gia vào những công việc sáng tạo và trí tuệ đầy thử thách.

## Đặc điểm
Các tiêu chí chính cho một người được gọi là chuyên viên bao gồm:
- Am hiểu và có kiến thức chuyên môn trong một lĩnh vực phụ trách và có khả năng thực hành chuyên nghiệp.[6]
- Có kỹ năng thao thác, xử lý công việc tốt hoặc kỹ năng thực hành thực tế cũng như lý luận liên quan đến chuyên môn.[7]
- Trong công việc có đầu tư theo chiều sâu và chất lượng công việc cao như: tính sáng tạo, các hoạt động dịch vụ, kỹ năng thuyết trình, tư vấn, khả năng nghiên cứu, khả năng quản lý, hành chính, năng lực tiếp thị,.... hoặc các công việc khác cần có sự nỗ lực, đầu tư chuyên sâu.
- Tinh thần làm việc chuyên nghiệp, phương pháp làm việc khoa học trên cơ sở được đào tạo bài bản, chính quy, trong công việc đạt được một mức độ chuyên nghiệp cao.